# TMNT (videogioco 2007 multipiattaforma)
TMNT è un videogioco d'azione pubblicato per numerose piattaforme e ispirato ai personaggi delle Tartarughe Ninja, e più precisamente al film del 2007 TMNT. Il videogioco è stato pubblicato per Xbox, Xbox 360, Wii, PlayStation 2, Nintendo GameCube e Microsoft Windows il 20 marzo 2007. Furono successivamente distribuite versioni piuttosto differenti anche per PlayStation Portable e Nintendo DS. Invece la versione inizialmente prevista per PlayStation 3 fu successivamente annullata.
La versione per PSP è priva di evoluzioni libere fra i grattacieli e con un solo personaggio giocabile per livello. La versione per PS2 ha una maggiore libertà nella scelta delle evoluzioni e dei movimenti, le mosse tag team sono migliori e nei livelli famiglia (che sono quelli presenti in numero maggiore nel gioco) si potrà scegliere quale tartaruga si vuole usare tra Michelangelo, Leonardo, Raffaello e Donatello.